# Fournil

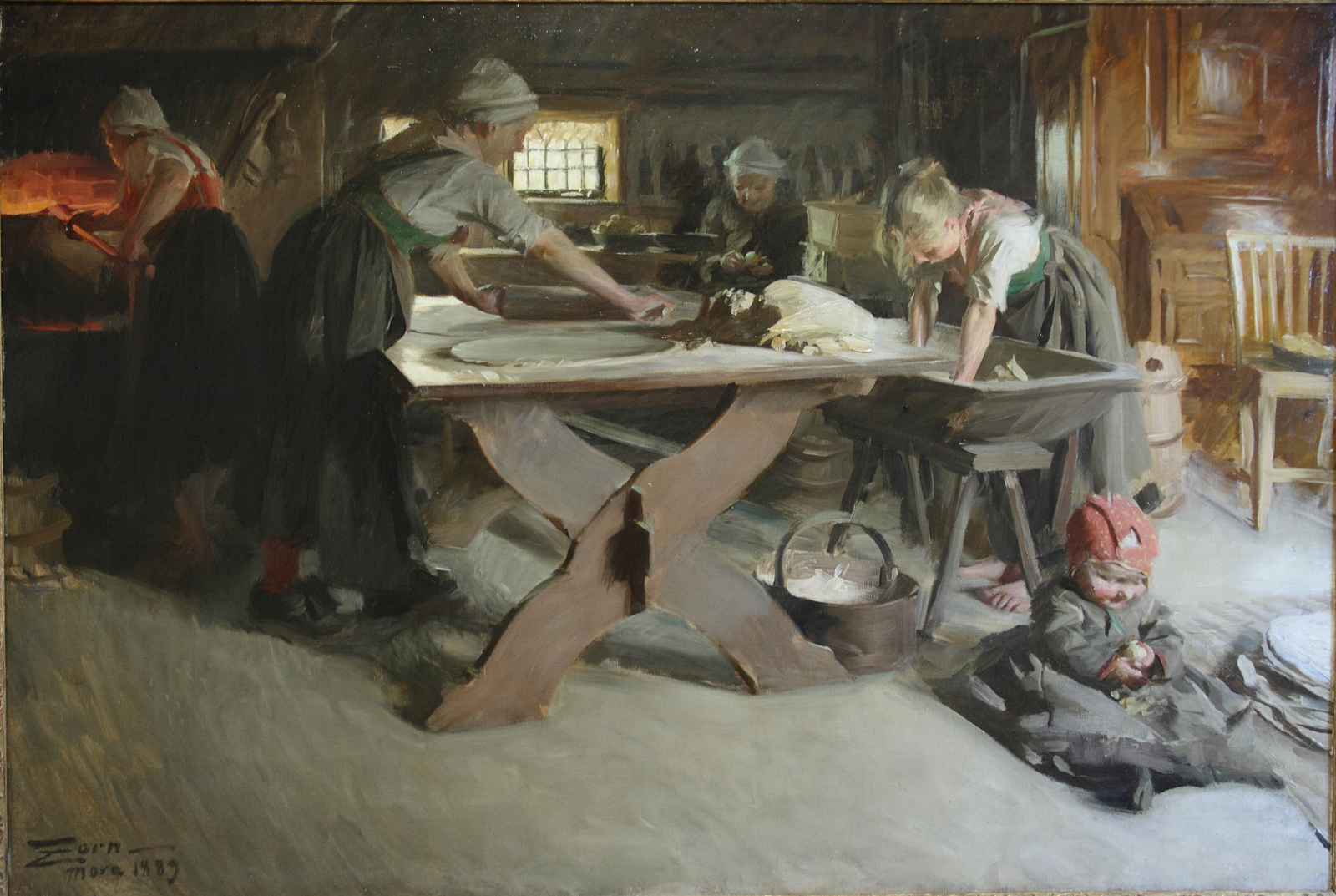
Fournil, tableau d'Anders Zorn.

Le fournil est le local où est placé le four du boulanger et où celui-ci pétrit la pâte. C'est donc le lieu de travail du boulanger.  

## Étymologie
L'expression est utilisée dès la fin du XIIIe siècle. Dérivée de l'ancienne forme forn ou fourn pour « four » et du suffixe -il.  La racine possède la même origine, que celle qui a donné forno en italien ou en portugais.

## Prononciation
De nos jours, le l final est généralement prononcé. Autrefois, il était muet comme l'est toujours celui du mot « outil ».

## Différence entre fournil et boulangerie
La boulangerie est l'ensemble, composé d'un fournil, voire d'une boutique, d'une réserve, d'un silo à farine... L'appellation est réglementée par le code de la consommation. Le professionnel d'une boulangerie doit assurer lui-même le pétrissage de la pâte, la fermentation, le façonnage et la cuisson sur le lieu de vente. Une boulangerie est donc équipée d'un fournil. 
En revanche l'appellation « fournil » n'est pas réglementée. Et on la trouve aussi employée par des « terminaux de cuisson » qui usent de cette dénomination ou encore de celle de « moulin », qui prêtent souvent les consommateurs à confusion. Pourtant ces points chauds reçoivent des baguettes congelées ou simplement à cuire, pour fournir les clients toute la journée, à l'instar de terminaux de nombreuses grandes surfaces.  De tels terminaux ne peuvent bénéficier de l'appellation « boulangerie », d'ailleurs les responsables ne sont pas tenus d'avoir suivi de formation boulangère.